# ديفيد دبليو. ألان
ديفيد دبليو. ألان (بالإنجليزية: David W. Allan)‏ هو فيزيائي أمريكي، ولد في 25 سبتمبر 1936 في مابلتون في الولايات المتحدة.